# サムソン・リー (ラグビー選手)
サムソン・リー（Samson Lee、1992年11月30日 - ）は、プロ14スカーレッツに所属するラグビー選手。

## プロフィール
- ウェールズ・スウォンジー出身。
- ポジションはプロップ(PR)。
- 身長 180cm、体重 115kg
- U20ウェールズ代表に選ばれたことがある[1]。
- ウェールズ代表キャップは45（2021年1月現在）でラグビーワールドカップ2015のウェールズ代表に選ばれた[2]。

## 略歴
ラネリRFCを経て、2011年、スカーレッツに加入。